# Yasushi Yoshida
Yasushi Yoshida (jap. 吉田 靖, Yoshida Yasushi; * 9. August 1960 in der Präfektur Tokio) ist ein japanischer Fußballtrainer und ehemaliger Fußballspieler.

## Karriere

### Spieler
Yoshida erlernte das Fußballspielen in der Schulmannschaft der Kokugakuin Kugayama High School und der Universitätsmannschaft der Waseda-Universität. Seinen ersten Vertrag unterschrieb er 1983 bei Mitsubishi Motors. Der Verein spielte in der höchsten Liga des Landes, der Japan Soccer League. Am Ende der Saison 1988/89 stieg der Verein in die Division 2 ab. 1989/90 wurde er mit dem Verein Meister der Division 2 und stieg in die Division 1 auf. Für den Verein absolvierte er 175 Spiele. Ende 1992 beendete er seine Karriere als Fußballspieler.

### Trainer
Yoshida übernahm von Dezember 1999 bis Januar 2000 übergangsweise das Amt des Cheftrainers bei den Urawa Red Diamonds. Im Februar 2000 wurde er Co-Trainer des Zweitligisten aus Urawa-ku. Am 31. Januar 2002 endete sein Vertrag als Co-Trainer. Von 2006 bis 2013 trainierte er mit Unterbrechung die Jugendmannschaften von Japan. Am 1. Februar 2013 übernahm er Roasso Kumamoto als Cheftrainer. Der Verein aus der Präfektur Kumamoto spielte in der zweiten japanischen Liga. Nach 23 Zweitligaspielen wurde sein Vertrag im Juli 2013 aufgelöst. Von September 2013 bis Januar 2017 war er als Trainer im Frauenfußball beschäftigt. Als Jugendtrainer und Nachwuchs-Cheftrainer kehrte er am 1. Februar 2017 zu seinem ehemaligen Verein Urawa Red Diamonds zurück. Am 10. Dezember 2021 verließ er die Diamonds und ging nach Thailand, wo er einen Vertrag als Cheftrainer beim Erstligisten Samut Prakan City FC in Samut Prakan unterschrieb. Hier übernahm er das Amt des Japaners Masatada Ishii, der Ende November 2021 zum Ligakonkurrenten Buriram United wechselte. Am Ende der Saison 2021/22 musste er mit Samut in die zweite Liga absteigen. Nach dem Abstieg wurde sein Vertrag bei Samut nicht verlängert.